# Charles Frédéric Petit
Charles Frédéric Petit (Carnières, 6 maggio 1857 – Caudry, 19 febbraio 1947) è stato un arciere francese.
Partecipò ai giochi della II Olimpiade di Parigi nel 1900 dove vinse due medaglie di bronzo nelle gare di al cordone dorato da 33 metri e al cappelletto da 33 metri.

## Palmarès
| Anno | Manifestazione | Sede   | Evento                      | Risultato |
| ---- | -------------- | ------ | --------------------------- | --------- |
| 1900 | Olimpiadi      | Parigi | Al cordone dorato, 33 metri | Bronzo    |
| 1900 | Olimpiadi      | Parigi | Al cappelletto, 33 metri    | Bronzo    |